# Kathrine Heindahl
Kathrine Brothmann Heindahl, född 26 mars 1992 i Rudersdal, är en dansk handbollsspelare som spelar som mittsexa.

## Klubblagskarriär
Kathrine Heindahl började spela i föreningen Nyborg GIF. 2007 bytte hon klubb till GOG. Hon spelade sedan för HC Odense 2010 innan hon anslöt till  Team Tvis Holstebro. Med Holstebro vann hon säsongen 2012-2013  EHF-cupen. Mellan 2013 och 2017 spelade Heindahl för Randers HK. 2017 skrev hon kontrakt med  Odense Håndbold. Hösten 2020 började hon en utlandskarriär i ryska CSKA. Med CSKA vann hon 2021 ryska ligatiteln. Efter sösongen slut 2021-2022 börjar hon spela för danska Team Esbjerg. Vid EHF Excellence Awards blev hon utsedd till Säsongens bästa försvarsspelare 2022/23.

## Landslagskarriär
Heindahl hade en mycket framgångsrik tid i det danska undomslandslaget. Heindahl vann 2009  U-17-EM. 2010 blev hon vid U-18-VM uttagen i All Star Team. Ett år senare vann hon även  U-19-EM med Danmark.
Heindahl debuterade den 24 september 2010 i A-landslaget mot Turkiet. Efter att ha spelat 5 landskamper till 22 april 2011 användes hon inte i landslaget förrän den 15 juni 2014. Hon mästerskapsdebuterade vid EM 2016 i Sverige där Danmark belade fjärdeplatsen efter att ha förlorat bronsmatchen mot Frankrike. Heindal stod för 6 mål på åtta matcher så hon var främst en defensiv spelare. Hon spelade sedan även VM 2017 då Danmark förlorade kvartsfinalen till Sverige. Vid EM 2020 på hemmaplan i Danmark kom Danmark fyra efter förlust mot Kroatien i bronsmatchen. Året efter vid VM i Spanien vann hon en bronsmedalj efter seger över Spanien i bronsmatchen. Hon blev utsedd till Bästa försvarsspelare vid EM 2022.